# Лехи, Патрик (легкоатлет)
Патрик Джозеф Лехи (англ. Patrick Joseph Leahy; 20 мая 1877, Ро-Луирк, Манстер — 29 декабря 1927, Чикаго, Иллинойс) — британский легкоатлет, серебряный и бронзовый призёр летних Олимпийских игр 1900.
Лехи соревновался в трёх прыжковых дисциплинах — прыжок в высоту, в длину и тройной прыжок. В первом соревновании он занял второе место с результатом 1,78 м. В следующем Лехи стал третьим, прыгнув на 6,95 м. В последней своей дисциплине он занял четвёртую позицию с неизвестным результатом.
Через восемь лет Лехи участвовал в соревнования по прыжкам в высоту на Олимпийских играх 1908 в Лондоне. С результатом 1,78 м он занял 9-е место. Помимо этого, его брат Корнелиус Лехи стал серебряным призёр на тех играх.